# Franck Durix
Franck Durix (Belleville, 20 oktober 1965) is een voormalig Frans voetballer.

## Clubcarrière
Durix speelde tussen 1984 en 2002 voor Olympique Lyonnais, Cannes, Nagoya Grampus Eight, Servette en Sochaux-Montbéliard.

## Erelijst
Servette FC
- Zwitsers landskampioen

1999